# Egy leendő elnök naplója
Az Egy leendő elnök naplója (eredeti cím: Diary of a Future President) 2020 és 2021 között vetített amerikai vígjátéksorozat, amelyet Ilana Peña készített a Disney+ számára. A főbb szerepekben Tess Romero, Charlie Bushnell, Selenis Leyva, Gina Rodriguez és Michael Weaver láthatóak.
A sorozatot 2020. január 17-én mutatták be Amerikában. Magyarországon 2022. június 14-én mutatták be a Disney+-on.
Két évad után befejezték a sorozatot.

## Ismertető
Elena egy 13 éves kubai–amerikai lány, aki középiskolába jár. Együtt él bátyjával, Bobbyval; és anyjával, Gabivel, aki új kapcsolatot alakít ki Sammel. Elena vágya, hogy az Egyesült Államok elnöke lehessen.

## Szereplők

### Főszereplők
| Szereplő          | Színész                      | Magyar hang        | Leírás                                                                          |
| ----------------- | ---------------------------- | ------------------ | ------------------------------------------------------------------------------- |
| Elena Cañero-Reed | Tess Romero (gyerekként)     | Kobela Kira        | 13 amerikai–kubai lány, aki szeretne az Amerikai Egyesült Államok elnöke lenni. |
| Elena Cañero-Reed | Gina Rodriguez (felnőttként) | Bogdányi Titanilla | Az Amerikai Egyesült Államok elnöke.                                            |
| Bobby Cañero-Reed | Charlie Bushnell             | Kretz Boldizsár    | Elena testvére.                                                                 |
| Gabi Cañero-Reed  | Selenis Leyva                | Horváth Lili       | Elena és Bobby özvegy anyja, aki ügyvédként dolgozik.                           |
| Sam Faber         | Michael Weaver               | Pál Tamás          | Ügyvéd, Gabi új pasija.                                                         |

### Mellékszereplők
| Szereplő   | Színész              | Magyar hang      | Leírás                                                                                        |
| ---------- | -------------------- | ---------------- | --------------------------------------------------------------------------------------------- |
| Sasha      | Carmina Garay        | Blazsó Regina    | Elena legjobb barátja.                                                                        |
| Melissa    | Sanai Victoria       | Szűcs Anna Viola | Elena és Sasha riválisa.                                                                      |
| Camila     | Jessica Marie Garcia | Kokas Piroska    | Jogi asszisztens és Gabi közeli barátnője, aki fél bevallani a szüleinek, hogy barátnője van. |
| Jessica    | Harmeet Pandey       | Nagy Míra        | Melissa barátja, később Elena és Sasha barátja lesz.                                          |
| Monyca     | Avantika Vandanapu   | Boldog Emese     | Bobby ex-barátnője.                                                                           |
| Liam       | Brandon Severs       | Kálmán Barnabás  | Bobby csapattársa, akibe szerelmes.                                                           |
| Dr. Cooper | Gregg Binkley        | Gardi Tamás      | Az iskola igazgatóhelyettese.                                                                 |

### Magyar változat
- Magyar szöveg: Dame Nikolett
- Hangmérnök: Gajda Mátyás
- Vágó: Kránitz Bence
- Gyártásvezető: Újréti Zsuzsa
- Szinkronrendező: Pupos Tímea
- Produkciós vezető: Máhr Rita

A szinkront az SDI Media Hungary készítette.

## Évadok
| Évad | Évad | Epizódok | Eredeti sugárzás    | Eredeti sugárzás    | Magyar sugárzás  | Magyar sugárzás  |
| Évad | Évad | Epizódok | Évadpremier         | Évadfinálé          | Évadpremier      | Évadfinálé       |
| ---- | ---- | -------- | ------------------- | ------------------- | ---------------- | ---------------- |
|      | 1    | 10       | 2020. január 17.    | 2020. március 20.   | 2022. június 14. | 2022. június 14. |
|      | 2    | 10       | 2021. augusztus 18. | 2021. augusztus 18. | 2022. június 14. | 2022. június 14. |

## Epizódok

### 1. évad (2020)
| Sor. | Év. | Cím                  | Rendező           | Író                             | Premier                            |
| ---- | --- | -------------------- | ----------------- | ------------------------------- | ---------------------------------- |
| 1.   | 1.  | Hello World          | Gina Rodriguez    | Ilana Peña                      | 2020. január 17. 2022. június 14.  |
| 2.   | 2.  | The New Deal         | Angela C. Tortu   | Ilana Peña és Robin Shorr       | 2020. január 24. 2022. június 14.  |
| 3.   | 3.  | Disaster Relief      | Sam Bailey        | Hailey Chavez                   | 2020. január 31. 2022. június 14.  |
| 4.   | 4.  | The National Mall    | Erin Ehrlich      | Brig Muñoz-Liebowitz            | 2020. február 7. 2022. június 14.  |
| 5.   | 5.  | Whistleblower        | Angela Tortu      | Michael Jonathan Smith          | 2020. február 14. 2022. június 14. |
| 6.   | 6.  | Habeas Corpus        | Fernando Sariñana | Hugh Moore                      | 2020. február 21. 2022. június 14. |
| 7.   | 7.  | Foreign Relations    | Viet Nguyen       | LaDarian Smith                  | 2020. február 28. 2022. június 14. |
| 8.   | 8.  | Matters of Diplomacy | Kacie Anning      | Robin Shorr és Jessica Gonzalez | 2020. március 6. 2022. június 14.  |
| 9.   | 9.  | State of the Union   | Melanie Mayron    | Hailey Chavez és Jerrica Long   | 2020. március 13. 2022. június 14. |
| 10.  | 10. | Two Party System     | Gina Lamar        | Ilana Peña                      | 2020. március 20. 2022. június 14. |

### 2. évad (2021)
| Sor. | Év. | Cím                     | Rendező              | Író                             | Premier                              |
| ---- | --- | ----------------------- | -------------------- | ------------------------------- | ------------------------------------ |
| 1.   | 1.  | Back In Session         | Gina Rodriguez       | Ilana Peña                      | 2021. augusztus 18. 2022. június 14. |
| 2.   | 2.  | Strategic Alliance      | Rachel Raimist       | Ali Schouten                    | 2021. augusztus 18. 2022. június 14. |
| 3.   | 3.  | Pleading the Fifth      | Patricia Cardoso     | Jessica Gonzalez                | 2021. augusztus 18. 2022. június 14. |
| 4.   | 4.  | United Nations          | Morenike Joela Evans | Sasha Stroman                   | 2021. augusztus 18. 2022. június 14. |
| 5.   | 5.  | The National Stage      | Angela Tortu         | Danny Fernandez                 | 2021. augusztus 18. 2022. június 14. |
| 6.   | 6.  | Brain Trust             | Gina Lamar           | Max Maduka                      | 2021. augusztus 18. 2022. június 14. |
| 7.   | 7.  | Quid Pro Quo            | Diego Velasco        | Crystal Ferreiro                | 2021. augusztus 18. 2022. június 14. |
| 8.   | 8.  | Supreme Court Injustice | Crystle Roberson     | Alyssa Lerner                   | 2021. augusztus 18. 2022. június 14. |
| 9.   | 9.  | First Gentleman         | Ilana Peña           | Ranada C. Shepard               | 2021. augusztus 18. 2022. június 14. |
| 10.  | 10. | October Surprise        | Gordon Freeman       | Ilana Peña és Victoria González | 2021. augusztus 18. 2022. június 14. |

## A sorozat készítése
2019. január 31-én bejelentették, hogy a Disney+ berendelt egy tíz epizódból álló sorozatot Egy női elnök naplója címmel. A sorozatot Ilana Peña készítette. A sorozat gyártója az I Can & I Will a CBS Television Studiosszal együttműködve. A CBS kreatív igazgatója David Nevins kijelentette, hogy a sorozatot a The CW-n fogják sugározni, de végső soron jobban megfelelt a Disney+ célközönségének. 2019 decemberében kiderült, hogy Egy leendő elnök naplója lesz a címe.

### Forgatás
Az első évad forgatása 2019 júliusában kezdődött Los Angelesben. A második évad forgatása 2020 októberében kezdődött, a koronavírus-járvany miatt.